# Erotomania schoutedeni
Erotomania schoutedeni är en fjärilsart som beskrevs av Erich Martin Hering 1930. Erotomania schoutedeni ingår i släktet Erotomania och familjen snigelspinnare. Inga underarter finns listade i Catalogue of Life.